# Temelia (okręg Bacău)
Temelia – wieś w Rumunii, w okręgu Bacău, w gminie Gura Văii. W 2011 roku liczyła 773 mieszkańców.